# Ньюкасл (ЮАР)
Ньюка́сл — административный центр района Амаджуба в провинции Квазулу-Натал (ЮАР). Это самый большой город провинции Квазулу-Натал и третий по величине городской центр этой провинции. Ньюкасл находится на северо-западном краю провинции на берегу реки Нканду и является умеренно индустриальным городом. Основан в 1864 году. Получил название в честь британского колониального секретаря, пятого герцога Ньюкасла.
Верхняя часть Драконовых гор изгибается вдоль западной границы города. Большая часть населения живёт в посёлках Мададени и Осизвени, расположенных на востоке. Через город проходит трасса N11. Ньюкасл — центр одноименного местного муниципалитета.